# Macrothemis meurgeyi
Macrothemis meurgeyi là loài chuồn chuồn trong họ Libellulidae. Loài này được Daigle mô tả khoa học đầu tiên năm 2007.